# پشه‌گیر (پرنده)
پشه‌گیر (پرنده) (نام علمی: Polioptilidae) نام یک تیره از زیرراسته پرنده آوازخوان است.